# Alfonso Berardinelli
 (mars 2024).
Alfonso Berardinelli, né le 11 juillet 1943 à Rome, est un critique littéraire et essayiste italien. Il écrit dans divers quotidiens (Avvenire, Il Sole 24 Ore et Il Foglio).

## Biographie
En 1983, il enseigne la littérature contemporaine, comme professeur associé, à l'Université de Venise. Il démissionne de façon polémique en 1995, étant en désaccord avec le système corporatif de la culture en Italie. Polémiste cultivé et raffiné, il a fait de la critique de la culture son champ d'action privilégié.
En 1985, avec Piergiorgio Bellocchio, il fonde et dirige la revue critique Diario.
De 2007 à 2009, il dirige la collection "Prosa e Poesia" de la maison d'édition Libri Scheiwiller de Milan.
Il a remporté le Prix Viareggio en 2002, dans la catégorie essai. Il a aussi gagné le Premio Napoli et le Premio Cardarelli de la critique littéraire en 2008.
Il vit en Toscane.

## Œuvres

### En italien
- Franco Fortini, Firenze, "Il castoro" 78, La nuova Italia, 1973 (monographie sur Franco Fortini)
- Traduction d'Andrée Andrieux et Jean Lignon, Il militante sindacale, avec la collaboration de François Mille, préface de Pierre Naville, Rimini-Firenze, Guaraldi, 1974
- Il pubblico della poesia (avec Franco Cordelli), Cosenza, Lerici, 1975
- Traduction de Philippe Gavi, Jean-Paul Sartre et Pierre Victor, Ribellarsi è giusto: dal maggio '68 alla controrivoluzione in Cile, Torino, Einaudi, 1975  (ISBN 8806043919)
- Guerra e letteratura, Milano, Il Sole 24 Ore, 1976 (inchiesta)
- Note a Dante Alighieri, Vita nuova, introduzione di Edoardo Sanguineti, Milano, Garzanti, 1977  (ISBN 8811361761 et 9788811361763)
- Lezione all'aperto, Milano, "Lo specchio" Mondadori, 1979 (poesie)
- Presentazione a Friedrich Schiller, Sulla poesia ingenua e sentimentale, Roma, Il Melograno, 1981
- "Letteratura", in AA.VV., La cultura del 900, Milano, "Oscar studio" 88, Mondadori, 1981
- Cura di Nuovi poeti italiani 2, Torino, Einaudi, 1982  (ISBN 8806054430) (antologia con poesie di Stefano Coletta, Giuseppe Goffredo, Massimo Lippi e Marina Mariani)
- Il critico senza mestiere: scritti sulla letteratura oggi, Milano, Il Saggiatore, 1983
- L'esteta e il politico: sulla nuova piccola borghesia, Torino, Einaudi, 1986  (ISBN 8806597825)
- La ragione critica: prospettive nello studio della letteratura (con Costanzo Di Girolamo e Franco Brioschi), Torino, Einaudi, 1986  (ISBN 8806597418)
- Préface d'André Gide, Ritorno dall'Urss seguito da Postille al mio ritorno dall'Urss, Torino, Bollati Boringhieri, 1988  (ISBN 8833904229)
- Traduction et notes de Charles Baudelaire, Lo spleen di Parigi: poemetti in prosa, Milano, Garzanti, 1989  (ISBN 881158373X)
- Tra il libro e la vita: situazioni della letteratura contemporanea, Torino, Bollati Boringhieri, 1990  (ISBN 8833905578)
- Postface de Raffaele La Capria, Letteratura e salti mortali, Milano, Mondadori, 1990  (ISBN 8804387254)
- "A proposito dei comunisti" in Elsa Morante, Piccolo manifesto dei comunisti (senza classe e senza partito), Milano, Linea d'ombra, 1990  (ISBN 8809006135)
- Introduzione all'ed. italiana di Bernard Crick, George Orwell, Bologna, Il Mulino, 1991  (ISBN 8815032681) (biografia di George Orwell)
- Intervento in Isabella Vincentini, Colloqui sulla poesia: le ultime tendenze, Torino, Nuova ERI, 1991  (ISBN 8839705678)
- Cento poeti: itinerari di poesia, Milano, Mondadori, 1991  (ISBN 8804352949); 1997  (ISBN 8804435003)
- Prefazione a Giacomo Debenedetti, Poesia italiana del Novecento: quaderni inediti, introduzione di Pier Paolo Pasolini, Milano, Garzanti, 1993  (ISBN 881167431X)
- "Il sogno della cattedrale. Elsa Morante e il romanzo come archetipo", in AA.VV. Per Elsa Morante, Milano, Linea d'ombra, 1993, p. 11–33
- "La storia come problema letterario", in Mario Schettini, Lo scrittore e la storia, Napoli, La città del sole, 1993 (Atti del convegno su "I napoletani di Mario Schettini", tenuto a Napoli il 10 aprile 1992)
- La poesia verso la prosa. Controversie sulla lirica moderna, Torino, Bollati Boringhieri, 1994  (ISBN 8833908348 et 9788833908342)
- Prefazione ad Amelia Rosselli, Diario ottuso: 1954-1968, con una nota di Daniela Attanasio, Roma, Empiria, 1996  (ISBN 8885303374)
- Saggio in Il romanzo involontario di Raffaele La Capria, a cura di Goffredo Fofi, Napoli, Liguori, 1996  (ISBN 8820726734)
- L'eroe che pensa. Disavventure dell'impegno, Tonino, Einaudi, 1997  (ISBN 8806128612 et 9788806128616)
- Autoritratto italiano. Un dossier letterario 1945-1998, Roma, Donzelli, 1998  (ISBN 8879894455)
- Cura di Giacomo Debenedetti, Saggi, Milano, "I Meridiani", Mondadori, 1999  (ISBN 8804457767)
- Nel caldo cuore del mondo. Lettere sull'Italia, Firenze, Liberal Libri, 1999  (ISBN 8882700143) (dialoghi con Geno Pampaloni, Sandro Veronesi e Andrea Zanzotto)
- Intervento in Tomasi di Lampedusa, cento anni dalla nascita, quaranta dal "Gattopardo", a cura di Francesco Orlando, Palermo, Città di Palermo, Assessorato alla cultura, 1999 (convegno tenuto al Palazzo Chiaramonte detto Steri di Palermo, 12-14 dicembre 1996 su Giuseppe Tomasi di Lampedusa)
- Teoria della letteratura (con Stefano Calabrese), Roma, Istituto poligrafico dello Stato, 1999
- Cactus. Meditazioni, satire, scherzi, Napoli, L'ancora del Mediterraneo, 2001  (ISBN 8883250699 et 9788883250699)
- Nel paese dei balocchi. La politica vista da chi non la fa, Roma, Donzelli, 2001  (ISBN 887989644X et 9788879896443)
- Intervento in Arcipelago malinconia: scenari e parole dell'interiorità, a cura di Biancamaria Frabotta, introduzione di James Hillman, Roma, Donzelli, 2001  (ISBN 887989594X) (atti del Congresso tenuto Roma nel 1999)
- Introduzione a Michael Newman, Intervista con W. H. Auden, Roma, Minimum fax, 2001  (ISBN 8887765375) (intervista a Wystan Hugh Auden)
- Stili dell'estremismo. Critica del pensiero essenziale, Editori Riuniti, 2001  (ISBN 8835950392)
- La forma del saggio. Definizione e attualità di un genere letterario, Venezia, Marsilio, 2002  (ISBN 8831779656); 20082  (ISBN 9788831779654)
- Cura di Hans Magnus Enzensberger, Il teatro dell'intelligenza, trad. di Anna Maria Carpi, Novara, Interlinea, 2002  (ISBN 8882123855)
- "L'incontro con la realtà", in Il romanzo, a cura di Franco Moretti, Torino, Einaudi, 2002, vol. 2: Le forme, p. 341–381
- "La coscienza di Zeno ovvero la salute impossibile e la saggezza inutile", in Il romanzo, a cura di Franco Moretti, Torino, Einaudi, vol. 5: Lezioni, p. 453–469 (su Italo Svevo, La coscienza di Zeno)
- L'ABC del mondo contemporaneo. Autonomia, Benessere, Catastrofe, Roma, Minimum fax, 2004  (ISBN 887521011X et 9788875210113)
- Il pubblico della poesia. Trent'anni dopo (con Franco Cordelli), Roma, Castelvecchi, 2004  (ISBN 8876150048 et 9788876150043)
- Che noia la poesia. Pronto soccorso per lettori stressati (con Hans Magnus Enzensberger), Torino, Einaudi, 2006  (ISBN 9788806175238)
- Sul banco dei cattivi. A proposito di Baricco e di altri scrittori alla moda (con Giulio Ferroni), Roma, Donzelli, 2001
- Casi critici. Dal postmoderno alla mutazione, Macerata, Quodlibet, 2007  (ISBN 9788874621569)
- Conversazione in Il saggio critico: spunti, proposte, riletture, a cura di Michela Sacco Messineo, Palermo, Duepunti, 2007  (ISBN 9788889987063)
- Prefazione a Antonio Debenedetti, Un giovedì, dopo le cinque, Milano, BUR, 2007  (ISBN 9788817016315)
- Alfonso Berardinelli. Il critico come intruso, a cura di Emanuele Zinato, Firenze, Le lettere, 2007  (ISBN 8860870119)
- Poesia non poesia, Torino, Einaudi, 2008  (ISBN 9788806191696)
- Conversazione in Gaston Salvatore, Drammi politici, Milano, Libri Scheiwiller, 2008  (ISBN 9788876445576)
- Prefazione a Pier Paolo Pasolini, Scritti corsari, Milano, Garzanti, 1990  (ISBN 8811675200); 2008  (ISBN 9788811697053)
- Introduzione a Pier Paolo Pasolini, Lettere luterane: il progresso come falso progresso, Torino, Einaudi, 2006  (ISBN 8806180096); 2009  (ISBN 9788806180096)
- I dieci libri dell'anno 2008/2009: scrittori e scrittrici (a cura di), Milano, Libri Scheiwiller, 2009  (ISBN 9788876446085)
- Diario 1985-1993 (con Piergiorgio Bellocchio), Macerata, Quodlibet, 2010 (Riproduzione fotografica integrale)
- Non incoraggiate il romanzo, Marsilio, 2011
- Leggere è un rischio, Nottetempo, 2012.
- Aforismi anacronismi, Nottetempo, 2015.